# 1699
Évszázadok: 16. század – 17. század – 18. század
Évtizedek: 1640-es évek – 1650-es évek – 1660-as évek – 1670-es évek – 1680-as évek – 1690-es évek – 1700-as évek – 1710-es évek – 1720-as évek – 1730-as évek – 1740-es évek
Évek: 1694 – 1695 – 1696 – 1697 –  1698 – 1699 – 1700 – 1701 – 1702 – 1703 – 1704

## Események

### Határozott dátumú események
- január 26. – A karlócai béke, amelyben a törökök hódításaik nagy részének feladására kényszerülnek.[1]
- február 5. – Az Udvari Haditanács I. Lipót rendelete alapján feloszlat egyes magyar ezredeket és szélnek ereszti a végvári katonaságot.[2]
- május 30. – XII. Ince pápa megerősíti Brajkovics Mártont a zengg-modrusi megyés püspöki tisztében.[3]

### Határozatlan dátumú események
- az év őszén – A lengyel király, II. Ágost – egykori szász választófejedelem – szerződést köt Dániával a svédek ellen.
- november – Megindulnak az orosz–török béketárgyalások. (A tárgyalások eredményeként kötötték meg 1700-ban a harminc évre szóló békét.)
- az év folyamán – XII. Ince pápa elítéli François Fénelon, a misztikus cambrai-i érsek Explication des maximes des saints (A szentek maximáinak magyarázata) című művét.[4]

## Születések
- március 25. – Johann Adolph Hasse, német barokk zeneszerző († 1783)
- április 28. – Daróczi György, bölcsészdoktor, jezsuita rendi tanár, költő († 1756)
- szeptember 26. – Hermányi Dienes József református lelkész, egyházi író († 1763)
- november 2. – Jean-Baptiste Siméon Chardin, francia festőművész († 1779)
- november 30. – VI. Keresztély, Dánia és Norvégia királya († 1746)

## Halálozások
- április 21. Jean Racine francia költő, drámaíró (* 1632)